# Scymnus femoralis
Scymnus femoralis es una especie de escarabajo del género Scymnus, familia Coccinellidae. Fue descrita científicamente por Gyllenhal en 1827.
Se distribuye por Reino Unido, Suecia, Noruega, Alemania, Austria, Finlandia, Polonia, Bélgica, Luxemburgo, Estonia, España, Francia, Italia y Estados Unidos. Mide 2,3 milímetros de longitud.